# Dobry (Białoruś)
Dobry (biał. Добрае, Dobraje; ros. Доброе, Dobroje) – wieś na Białorusi, w obwodzie brzeskim, w rejonie małoryckim, w sielsowiecie Orzechowo, w pobliżu granicy z Ukrainą.

## Warunki naturalne
Wieś położona jest nad Błotem Podpuste i w okolicy innych dużych mokradeł.

## Historia
Miejscowość znana na początki XVIII w. W 1716 r. należała do parafii rzymskokatolickiej w Zbirogach. Do rozbiorów należała do Rzeczypospolitej Obojga Narodów. W tej miejscowości występują m.in. osoby: Jan Zatowski, Konstancja Wicherowa, Ambroży Kościuszko (dziadek Tadeusza Kościuszki) oraz Kazimierz Błocki. 
W dwudziestoleciu międzywojennym chutor leżący w Polsce, w województwie poleskim, w powiecie brzeskim, w gminie Ołtusz. Po II wojnie światowej w granicach Związku Sowieckiego. Od 1991 w niepodległej Białorusi.